# Stylosanthes macrocephala
Stylosanthes macrocephala är en ärtväxtart som beskrevs av M.B.Ferreira och Sousa Costa. Stylosanthes macrocephala ingår i släktet Stylosanthes och familjen ärtväxter. Inga underarter finns listade i Catalogue of Life.